# André the Giant
André René Roussimoff (tiếng Pháp: [ɑ̃dʁe ʁəne ʁusimɔf] 19 tháng 5 năm 1946 — 27 tháng 1 năm 1993) được biết đến nhiều hơn với tên André the Giant, là một đô vật chuyên nghiệp và diễn viên người Pháp. Roussimoff nổi tiếng với kích thước cơ thể khổng lồ, do mắc chứng acromegaly (bệnh to đầu chi), là một dạng rối loạn nội tiết tố thúc đẩy quá trình sản xuất hormone tới mức cơ thể cùng các bộ phận nội tạng phát triển ngoài tầm kiểm soát. Điều này cũng khiến ông được gọi là "Kỳ quan thứ tám của thế giới".
Bắt đầu thi đấu năm 1966, Roussimoff chuyển đến Bắc Mỹ năm 1971. Từ năm 1973 đến giữa những năm 1980, Roussimoff được người quảng bá của World Wide Wrestling Federation (WWWF) là Vincent J. McMahon coi là "điểm thu hút"
Mối thù nổi tiếng nhất của anh là với Hulk Hogan, đỉnh điểm là tại WrestleMania III vào năm 1987. Vai diễn nổi bật nhất của anh là Fezzik, một quái vật trong phim Nàng dâu công chúa. Kích thước khổng lồ của anh là kết quả của bệnh to cực gây ra bởi hooc-môn tăng trưởng dư thừa, điều này khiến anh được gọi là "Kỳ quan thứ 8 của Thế giới".
Tại World Wrestling Federation (WWF, nay là WWE), Roussimoff một lần vô địch WWF World Heavyweight Championship và một lần WWF Tag Team Championship. Vào năm 1993, anh là người đầu tiên được giới thiệu vào WWE Hall of Fame và sau đó là Professional Wrestling Hall of Fame và ''Wrestling Observer Newsletter'' Hall of Fame.

## Thời thơ ấu
André Roussimoff sinh ra tại Molien, ở bang La Ferté-sous-Jouarre, có tổ tiên là người Slavic , là con của Boris và Mariann Roussimoff. Cha mẹ anh là người nhập cư tới Pháp, cha anh vốn là người gốc Bulgaria và mẹ là Ba Lan. Anh có biệt danh là "Dédé". Khi còn nhỏ, anh đã có những biểu hiện của triệu chứng bệnh to cực khi cao 191 cm (6 ft 3in) và nặng 94 kg (208 lb) ở tuổi 12.
Roussimoff là một học sinh giỏi, đặc biệt là môn toán, nhưng bỏ học vào năm lớp 8 vì nghĩ rằng việc học ở trường trung học là không cần thiết với một người lao động nông trại. Ông đã dành nhiều năm làm việc tại trang trại của cha mình, mà theo anh trai Jacques, sức làm việc của ông bằng ba người đàn ông! Ông cũng học nghề gỗ và làm việc cho nhà máy sản xuất động cơ cho Baler. Những nghề trên không khiến anh hài lòng.

## Sự nghiệp đấu vật chuyên nghiệp

### Đầu sự nghiệp (1964-1973)

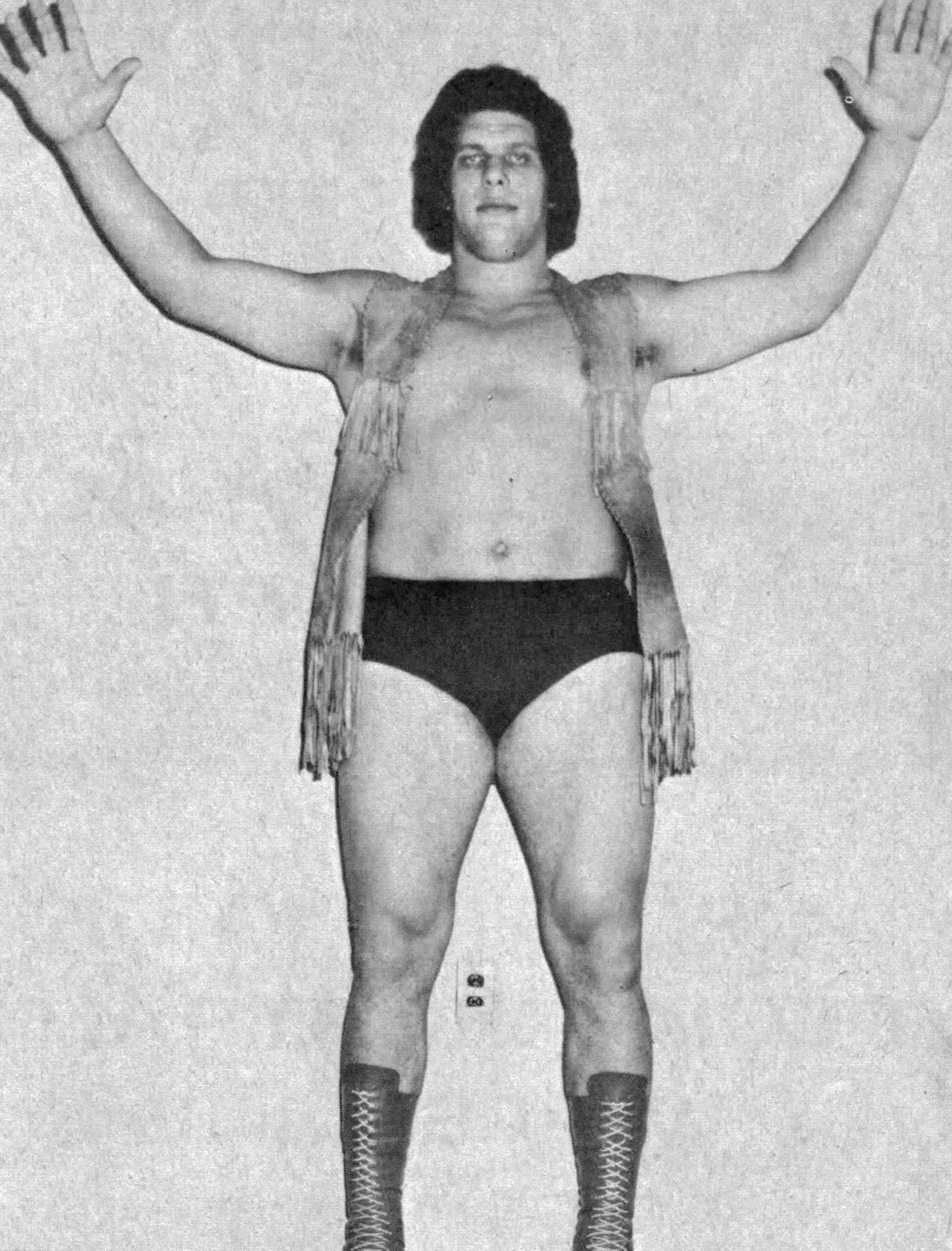
André the Giant vào đầu những năm 80

Vào năm 18 tuổi, Roussimoff chuyển đến Paris và học đấu vật chuyên nghiệp từ một nhà quảng bá môn vật tại đây. Ông được đào tạo vào ban đêm làm việc vào ban ngày để có tiền trả chi phí. Roussimoff lấy tên là "Gréant Ferré" dựa theo tên của anh hùng dân gian Pháp Grand Ferré, bắt đầu đấu vật ở Paris và các vùng lân cận. Roussimoff dần dần tạo dựng tên tuổi cho mình trong môn đấu vật ở Anh, Đức, Úc, New Zealand và châu Phi sau khi gặp nhà quảng bá và đô vật chuyên nghiệp người Canada, Frank Valois.
Ông đến Nhật Bản vào năm 1970, được gọi là "Monster Roussimoff", đấu vật cho IWE. Đấu những trận đấu đơn và đồng đội, ông sớm trở thành Nhà vô địch đồng đội cùng Michael Nador. Trong thời gian ở đây, các bác sĩ thông báo rằng ông đã bị bệnh to cực.
Roussimoff sau đó chuyển tới Montreal, Canada. Ông rất thành công với sức mạnh và sự to lớn. Roussimoff thua Adnan Al-Kaissie ở Baghdad năm 1971, và nhiều lần vật cho công ty AWA vào năm 1972. Cho đến khi Valois kêu gọi Vince McMahon Sr., người sáng lập WWWF, mời Roussimoff tham gia, McMahon đề xuất một số thay đổi. 

### World Wide Wrestling Federation/World Wrestling Federation

#### Chuỗi bất bại (1973-1987)

Roussimoff đấu với một đối thủ

Vào ngày 26 tháng 3 năm 1973, ông ra mắt World Wide Wrestling Federation (WWWF) là nhân vật được fan yêu thích, đánh bại Frank Valois và Bull Pometti trong trận chấp người tại Philadelphia. Hai tuần sau ông đánh bại Buddy Wolfe tại Madison Square Garden ở New York.
Roussimoff là một trong những "babyfaces" được yêu thích nhất của môn đấu vật suốt những năm 70 và 80. Do đó, Gorilla Monson thường nói ông không bị đánh bại trong suốt 15 năm bằng cách đè đếm trước WrestleMania III; tuy nhiên, ông đã thua một số trận ngoài WWF, thua do pinfall Don Leo Jonathan tại Montreal, Canada năm 1972, Ronnie Garvil tại Knoxville năm 1978, Canek tại Mexico năm 1984 và thua bằng chịu thua trước Strong Kobayashi năm 1972 và Antonio Inoki năm 1986 tại Nhật. Ông cũng hòa hai trận hòa giới hạn 60 phút với hai nhà vô địch Harley Race và Nick Bockwinkel trong ngày.
Năm 1976, ông đấu với võ sĩ chuyên nghiệp Chuck Wepner trong trận đấu võ sĩ không được đánh giá cao. Trận đấu cũng dẫn tới một phần cốt truyện giữa ông và võ sĩ Muhammad Ali.
Năm 1980, ông bắt đầu thù Hulk Hogan, và có những trận đấu nổi tiếng của họ vào cuối những năm 1980, trong đó Hogan là nhân vật phản diện và Roussimoff thì ngược lại, đấu với Hogan tại Shea Arena Showdown tại Shea và Pennysylvania, sau khi Roussimoff thắng Hogan, Hogan sẽ đấu với ông tại WrestleMania III huyền thoại của họ vào năm 1987. Mối thù vẫn tiếp tục ở Nhật vào năm 1982 và 1983 và có Antonio Inoki tham gia.
Năm 1982, Vince McMahon, Sr. bán lại công ty cho con, Vince McMahonJr. McMahon đã ký một điều khoản vào năm 1984 rằng các đô vật sẽ chỉ xuất hiện tại chương trình của McMahon như độc quyền của công ty mình. Mặc dù vậy ông vẫn được phép đấu tại NJPW.
Một trong những mối thù của Roussimoff là với Killer Khan "Mongolian Giant". Theo cốt truyện, Khan đã làm gẫy mắt cá chân của Roussimoff trong một trận đấu ngày 2 tháng 5 năm 1981 tại Rochester, New York, bằng cách nhảy từ dây trên cùng của võ đài và dùng đầu gối để đâm xuống nó. Trong thực tế, Roussimoff đã bị gãy mắt cá chân khi ra khỏi giường vào buổi sáng trước trận đấu. Chấn thương và phục hồi sau đó đưa Roussimoff/ Khan vào cốt truyện như vậy. Sau khi ở lại bệnh viện Beth Israel ở Boston, Roussimoff trở lại với tâm trí hoàn lương. Hai người đã đấu với nhau vào ngày 20 tháng 7 năm 1981, tại Madison Square Garden trong trận dẫn đến east coast. Mối thù tiếp tục khi hai người hâm mộ kín đấu trường lên xuống Bờ biển phía Đông để chứng kiến các trận đấu của họ. Vào ngày 14 tháng 11 năm 1981, tại Philadelphia Spectrum, ông quyết định đánh bại Khan trong trận "đấu cáng Mông Cổ", trong đó người thua sẽ được đưa vào phòng thay đồ trên cáng. Loại trận đấu tương tự cũng được tổ chức ở Toronto. Đầu năm 1982, cả hai cũng đấu một loạt trận ở Nhật với Arnold Skaaland.

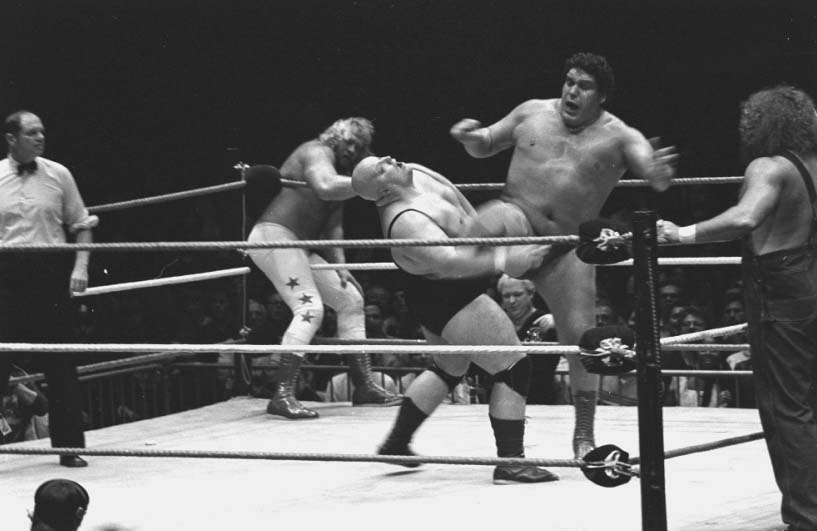
Roussimoff có thù với Big John Studd (trái) tại WrestleMania I và sau đó là King Kong Bundy (thứ hai từ trái sang)

Một mối thù liên quan đến một người đàn ông tự coi mình là "người khổng lồ thực sự của môn đấu vật": Big John Studd. Trong suốt từ đầu đến giữa những năm 1980, Roussimoff và Studd đã đấu trên toàn thế giới để cố xác định ai là người thực sự của môn đấu vật. Năm 1984, Studd đã liên kết với Ken Patera hạ gục Roussimoff trong trận đồng đội. Sau khi trả thù Patera, Roussimoff vs Studd trong trận đấu tại WrestleMania I vào ngày 31 tháng 3 năm 1985, tại Madison Square Garden ở New York. Roussimoff đã tấn công Studd và giành chiến thắng trận đấu và có thêm 15, 000 $, sau đó ông đã ném tiền cho người hâm mộ trước khi chiếc túi của Studd, Bobby Heenan lấy từ túi.
Năm sau, tại WrestleMania II, vào ngày 7 tháng 4 năm 1986, Roussimoff tiếp tục thể hiện sức mạnh của mình bằng cách thắng Battle royal hai mươi người, trong đó có các SuperStars và đô vật hàng đầu của National Football League. Ông đã loại Bret Hart để giành chiến thắng.
Sau WrestleMania II, Roussimoff tiếp tục mối thù với Studd và King Kong Bundy. Trong khoảng thời gian này, Roussimoff đã xin nghỉ phép vì lý do sức khỏe, những ảnh hưởng từ bệnh to cực của mình đang gây nguy hiểm cho ông. Ông đi du lịch tới Nhật và sau đó tham gia đóng phim Nàng dâu công chúa. Để lí giải cho sự vắng mặt của ông, một cốt truyện được dựng lên trong đó Heenan nói rằng Roussimoff sợ bí mật về Studd và Bundy, người Heenan khoe khoang rằng là một kẻ vô địch đã thách đấu Roussimoff và một đối tác của anh ta chọn để đấu với Studd và Bundy trong một trận đấu được truyền hình trực tiếp. Khi Roussimoff không xuất hiện, chủ tịch WWF Jack Tunney đã đình chỉ vô thời hạn ông. Sau đí vào mùa hè 1986, khi Roussimoff trở về Hoa Kỳ, ông bắt đầu đeo mặt nạ và lấy tên là 'Giant Machine trong một đội được gọi là The Machine [Big Machine và các thành viên khác (như Hulk Hogan là "Hulk Machine" và Roddy Piper là "Piper Machine") cũng từng một lần là thành viên]. Phát thanh viên truyền hình WWF quảng bá The Machine là được lấy từ nhân vật đấu vật New Japan Pro Wrestling "Super Strong Machine", do đô vật người Nhật Junji Hirata thủ vai. WWF tuyên bố không biết danh tính các đô vật, mặc dù người hâm mộ có lẽ đã phát hiện ra đó là Roussimoff trong nhân vật Giant Machine. Heenan, Studd, Bundy phàn nàn với Tunney, người cuối cùng nói với Heenan rằng nếu có thể chứng minh Roussimoff và Giant Machine là một, Roussimoff sẽ bị sa thải. Roussimoff cản trở Heenan, Studd và Bundy mỗi lượt. Sau đó, vào cuối năm 1986, Giant Machine "biến mất" và Roussimoff trở lại. 

#### WWF Champion và các mối thù khác (1987-1989)

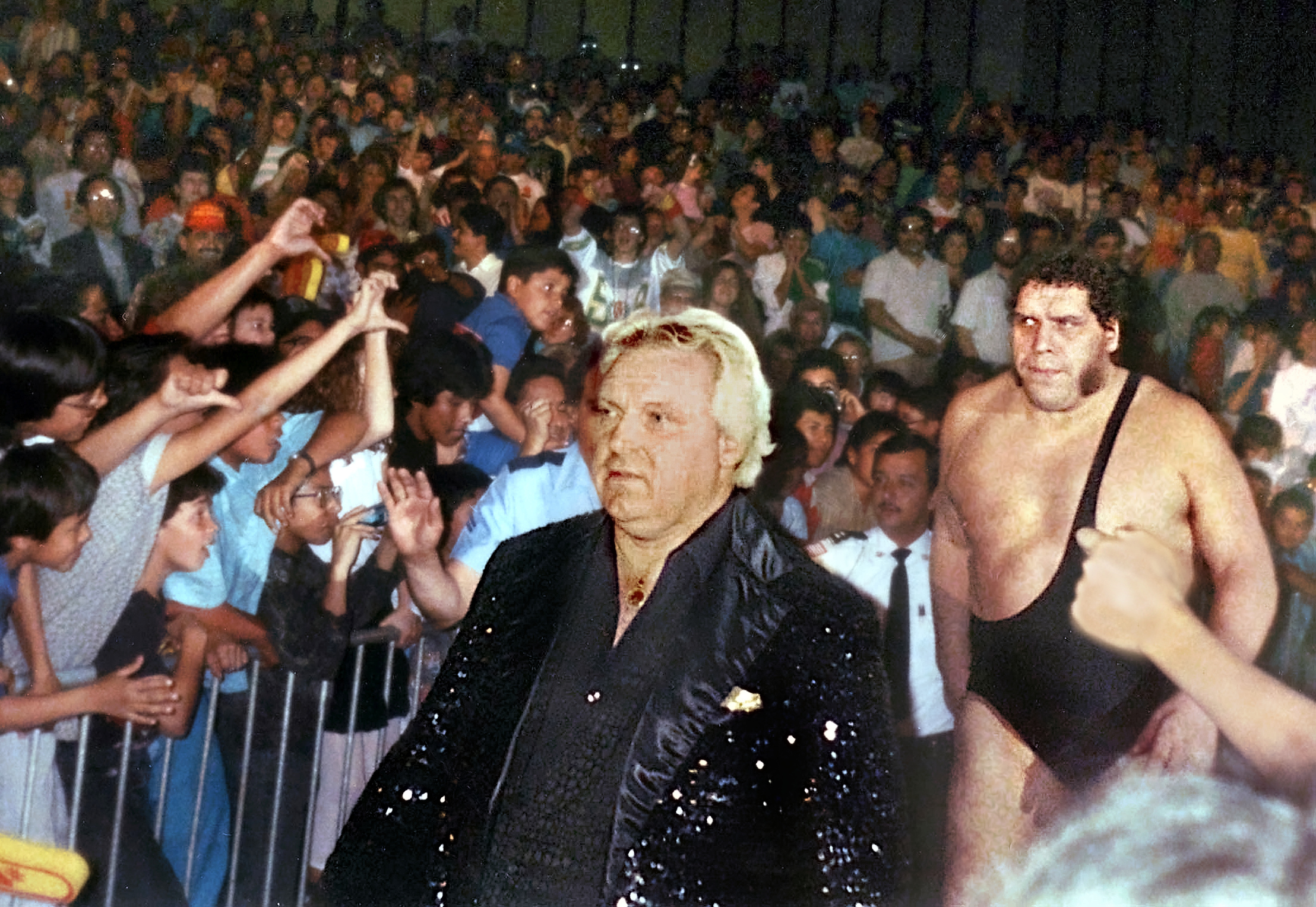
Roussimoff (sau) được quản lí bởi Bobby Heenan trong các mối thù với Hulk Hogan

Roussimoff đồng ý sẽ trở thành nhân vật phản diện vào đầu năm 1987 để trở thành đối thủ của đô vật mới nổi lúc bấy giờ Hulk Hogan. Trong một phiên bản của Piper Pit năm 1987, Hogan được tặng một chiếc cup để trở thành WWF World Heavyweight Champion trong ba năm, Roussimoff ra Rings chúc mừng anh ta, bắt tay Hogan thật mạnh, khiến Hogan ngạc nhiên. Vào ngày hôm sau trên Piper Pit, Roussimoff được trao tặng một chiếc cup nhỏ hơn một chút vì là "đô vật bất bại duy nhất trong lịch sử đấu vật". Mặc dù ông phải chịu đựng một số ít các countout và truất quyền thi đấu tại WWF, ông không bao giờ bị đè đếm hoặc buộc phải thua trong võ đài WWF. Hogan đã ra võ đài và chúc mừng ông và trở thành tâm điểm của cuộc phỏng vấn. Rõ là khó chịu, ông bỏ đi trước bài phát biểu của Hogan. Một cuộc thảo luận giữa ông và Hogan được lên lịch, tại Piper Pit và được phát sóng vào ngày 7 tháng 2 năm 1987, hai người đã gặp nhau. Hogan được giới thiệu trước, sau đó là ông, đi cùng đối thủ lâu năm Bobby Heenan.
Phát biểu thay mặt cho thân chủ mình, Bobby Heenan cáo buộc Hogan chỉ là bạn của Roussimoff để anh ta không phải bảo vệ danh hiệu của mình trước ông. Hogan cố lý luận với Roussimoff, nhưng những lời cầu xin của anh ta bị phớt lờ khi Roussimoff thách đấu Hogan trong trận đấu tranh đai World Heavyweight Champion tại WrestleMania III. Hogan dường như vẫn không tin vào những gì Roussimoff đang làm khiến Heenan nói "Ngươi không thể tin được, nhưng ngươi có lẽ sẽ tin điều này, Hogan" trước Roussimoff xé áo phông và trước khi đóng cây thánh giá vào ngực Hogan khiến anh ta chảy máu.
Sau khi Hogan chấp nhận thử thách tại Piper Pit, cả hai sẽ xuất hiện trong trận Battle Royal 20 người ngày 14 tháng 3 của Main Event của Saturday Night tại Joe Louise Arena, Detroit. Mặc dù Hercule là người thắng trận Battle Royal, nhưng Roussimoff tuyên bố mình có nhiều lợi thế hơn khi ném Nhà vô địch WWF World Heavyweight Champion qua dây trên cùng của võ đài vào ngày 21 tháng 2 năm 1987, phát sóng hai tuần trước WrestleMania III để khiến Hogan đã đấu với đối thủ của mình, Roussimoff.
Tại WrestleMania III, cân nặng của ông là 240kg (520 lb), sự căng thẳng và to lớn như vậy khiến xương khớp của ông bị đau liên tục. Sau một cuộc phẫu thuật, ông đeo một chiếc nẹp và tập đấu vật. Phía trước đám đông kỷ lục, Hogan thắng trận đấu sau khi đánh bại ông. Nhiều năm sau đó, Hogan nói rằng ông rất nặng, Hogan có cảm tưởng ông nặng đến 320kg (700 lb).
Mối thù giữa Hogan - Roussimoff tiếp tục trong mùa hè năm 1987, khi sức khỏe của ông suy giảm. Trong trận Series Survivor Series lần đầu tiên, Hogan có nhiều lợi thế hơn Roussimoff và có thể đánh bật ông ra khỏi võ đài, nhưng sau đó bị Bundy và One Man Gang tấn công và bị loại. Roussimoff là người thắng trận sau khi pin Bam Bam Bigelow trước khi Hogan trở lại và đánh bật ông ra khỏi võ đài. Khi Hogan thắng Bundy tại Main Event của Saturday Night, ông đánh lén Hogan từ phía sau đến mức Hogan ngạt thở và vẫn không buông tay khi bảy đô vật ngăn lại cho đến khi Jim Duggan đập một miếng gôc vào lưng để ông buông tay, và Hogan được kéo đến nơi an toàn.
Trong Main Event vào ngày 5 tháng 2 năm 1988, một trận tái đấu giữa Hogan-Roussimoff được thiết lập. Roussimoff giành được danh hiệu từ Hogan (danh hiệu đơn đầu tiên của ông) trong một trận đấu mà sau đó được tiết lộ rằng trọng tài thật của trận đấu bị giam trong hậu trường và trọng tài thay thế đã đếm ba tiếng dù vai Hogan không nằm trên sàn.
Sau khi thắng, Roussimoff quyết định bán lại đai cho Ted DiBiase nhưng bị tuyên bố vô hiệu bởi Chủ tịch WWF Jack Tunney và chiếc đai được tuyên bố bỏ trống. Tại WrestleMania IV, Roussimoff đấu với Hogan trong trận tranh đai trên. Sau đó, mối thù giữa hai người chính thức kết thúc trong trận lồng thép tại WrestleFest vào ngày 31 tháng 7 năm 1988 tại Milwaukee.
Tại buổi lễ SummerSlam lần đầu tiên được tổ chức tại Madison Square Garden, Roussimoff và DiBiase (được gọi là The Mega Buck) đấu với Hulk Hogan và Nhà vô địch World Heavyweight Champion Randy Savage (được gọi là The Mega Powers) trong sự kiện chính và Jesse "The Body" Ventura là trọng tài khách mời đặc biệt. Sau đó, Roussimoff bắt đầu thù Jim Duggan, vì Duggan hạ gục Roussimoff trong một lần lên sóng truyền hình. Bất chấp sự nổi tiếng của Duggan và người hâm mộ, Roussimoff vẫn thường xuyên chiếm thế thượng phong trong mối thù.

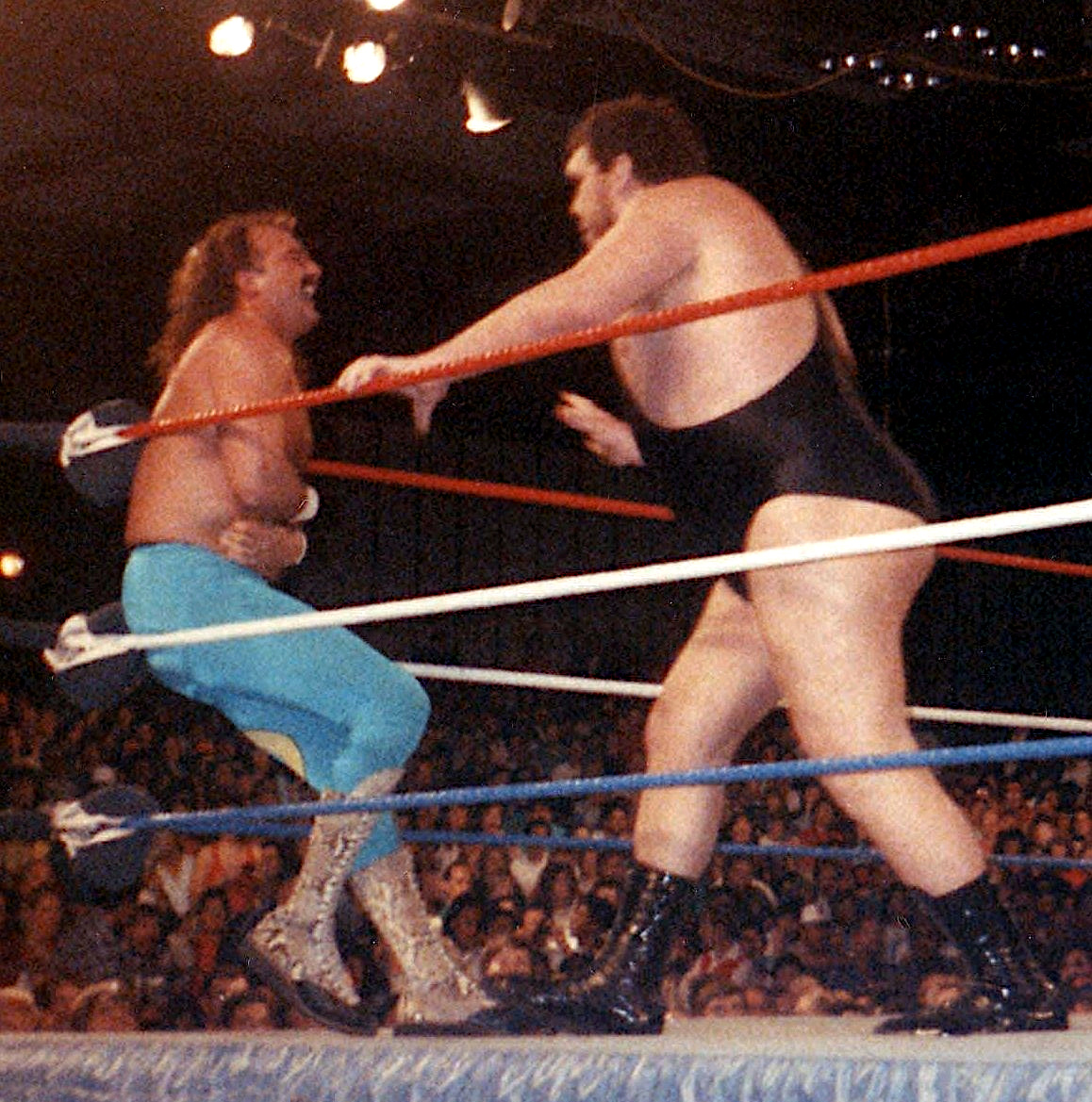
Mối thù của Roussimoff với Jake Roberts bắt nguồn từ nỗi sợ rắn của Roussimoff

Mối thù tiếp theo là với Jake Roberts. Trong cốt truyện này, người ta nói Roussimoff sợ rắn, điều mà Roberts nói trong Main Event của Saturday Night khi Roberts ném con rắn của mình, Damien, vào Roussimoff khiến ông sợ hãi; kết quả là ông bị đau tim nhẹ và thề sẽ trả thù. Trong các tuần tiếp theo, Roberts thường xuyên ra võ đài trong các trận đấu của Roussimoff khiến ông phải chạy quanh võ đài vì sợ rắn (vì ông biết thứ gì bên trong chiếc túi). Trong suốt mối thù của họ (đỉnh điểm là WrestleMania V, Roberts liên tục sử dụng Damien để có lợi thế hơn.
Năm 1989, Roussimoff tiếp tục mối thù cũ với Big John Studd, bắt đầu tại WrestleMania V, khi Studd là trọng tài trận đấu. Vào cuối mùa hè và mùa thu năm 1989, ông bắt đầu một mối thù ngắn với Nhà vô địch WWF Intercontinel Championship The Ulimate Warrior. Warrior mới nổi, thường xuyên đánh bại Roussimoff trong nỗ lực phẩm chất ngôi sao của anh ấy và quảng bá anh ta.

#### The Colossal Connecticut (1989-1990)
Vào năm 1989, ông tham gia The Heenan Family, thành lập nhóm với một thành viên khác Haku và lấy tên nhóm là The Colossal Connecticut. The Colossal Connecticut ngay lập tức giành đai WWF Tag Team Champions từ Demolition (nhóm này cũng vừa giành đai từ Brain Busters). Trong một buổi lên sóng truyền hình ngày 13 tháng 12 năm 1989, The Clossal Connecticut đánh bại Demolition để giành danh hiệu. Roussimoff và Haku bảo vệ thành công đai của họ, chủ yếu đánh bại Demolition, cho tới WrestleMania VI vào ngày 1 tháng 4 năm 1990, khi Demolition tận dụng một động tác nhầm của các nhà vô địch để giành đai. Sau trận đấu, Heenan giận dữ và đổ lỗi cho Roussimoff vì để mất danh hiệu rồi hét và tát vào mặt ông. Roussimoff tức lên, tát chính mình khiến Heenan ngạc nhiên từ võ đài. Roussimoff cũng ngăn được cú đá từ Haku, khiến anh ta quay cuồng trong võ đài, khiến ông quay mặt lần đầu tiên kể từ năm 1987. Do vấn đề sức khỏe, Roussimoff không thể đấu tại WrestleMania VI và Haku thực sự tự đấu một mình suốt trận đấu với Domilition mà không tag với ông.
Trong các chương trình truyền hình cuối tuần sau WrestleMania VI, Bobby Heenan thề sẽ nhổ vào mặt Roussimoff nếu ông quay lại với The Heenan Family. Tuy vậy, Roussimoff sẽ đấu vài trận nữa với Haku, hợp tác với nhau để đánh bại Domilition. Sau trận đấu, Roussimoff và Haku sẽ tấn công nhau, đánh dấu kết thúc của đội. Trận đấu cuối của ông năm 1990, tại WWF/All Japan/New Japan kết hợp nhau tại Tokyo, Nhật khi ông hợp tác với Giant Baba để đánh bại Domilition trong đấu không tranh danh hiệu.

#### Ít xuất hiện (1990-1991)
Roussimoff trở lại vào mùa đông năm 1990, nhưng không thi đấu ở World Wrestling Federation. Thay vào đó, Roussimoff xuất hiện trong một cuộc phỏng vấn cho Universal Wrestling Federation của Herb Abrams vào tháng 11 tại Reseda, California. Ông xuất hiện trong một đoạn phỏng vấn với Đại úy Lou Albano và put over lên UWF. Tháng tiếp theo, vào ngày 30 tháng 11 tại một chương trình gia đình tại Miami, Florida, World Wrestling Federation tuyên bố ông trở lại với tư cách là người tham gia Royal Rumble 1991 (được tổ chức tại Miami, FL hai tháng sau). Roussimoff cũng được nhắc tới như là một người tham gia trên truyền hình nhưng cuối cùng sẽ trở lại vì chấn thương ở chân.
Sự trở lại của ông diễn ra tại chương trình đặc biệt Super-Stars & Stripes Forever USA Nerwotk của WWF vào ngày 17 tháng 3 năm 1991, khi ông bước ra bắt tay The Big Boss Man sau cuộc cãi vã với Mr. Perfect. Tuần sau, tại WrestleMania VII, ông đến trợ giúp cho Big Boss Man trong trận đấu với Mr. Perfect. Roussimoff đấu trận đầu sau khi trở lại vào ngày 26 tháng 4 năm 1991, trong trận đồng đội sáu người khi ông hợp tác với Rookers trong những cố gắng chiến thắng Mr. Fuji và Orient Express tại một chương trình gia đình tại Belfast, Bắc Ireland. Vào ngày 10 tháng 5, ông tham gia trận Battle Royal 17 người tại Detroit  (người chiến thắng là Ken Von Erich). Cốt truyện lớn của ông sau WrestleMania VII có những người quản lí lớn (Bobby Heenan, Sensatic Sherri, Slick và Mr. Fuji) cố tuyển người Roussimoff, chỉ bị từ chối theo nhiều cách khác nhau (ví dụ như tay Heenan bị nghiền nát, Sherri bị đánh đòn, Slick bị nhốt trong cốp xe mà anh ta đề nghị ném một chiếc bánh vào mặt Roussimoff và Mr. Fuji). Cuối cùng, Jimmy Hart xuất hiện trực tiếp trên WWF Superstars để thông báo rằng ông đã kí hợp đồng với Roussimoff để trở thành đồng đội của Earthquake. Tuy nhiên khi được yêu cầu xác nhận điều này bởi Gene Okerlund, Roussimoff phủ nhận điều này. Điều này dẫn tới Roussimoff tấn công Earthquake từ phía sau (làm chấn thương đầu gối). Jimmy Hart trả thù bằng cách bí mật ký tên Tugboat và thành lập nhóm The Natural Disasters. Điều này dẫn đến sự xuất hiện cuối cùng của Roussimoff trong sự kiện chính tại WWF: SummerSlam 1991, nơi ông thành lập nhóm Bushwhackers trong trận đấu với The Natural Disasters. Roussimoff chống nạng tại Ringside, và, sau khi thắng trận đấu, The Natural Disasters bắt đầu tấn công ông, nhưng The Legion of Doom đã tới Ringside với ông đang dùng nạng để tự vệ. The Natural Disasters rời võ đài khi bị Doom, Bushwhackers và Roussimoff vượt qua trận động đất và Typhoon bằng nạng khi chúng rời đi. Lần xuất hiện cuối cùng của ông tại WWF là ở Paris, Pháp vào ngày 9 tháng 10.

### World Championship Wrestling (1992)
Lần xuất hiện cuối cùng trên truyền hình tại Hoa Kỳ là một cuộc phỏng vấn ngắn về World Championship Wrestling Class of the Championship XX đặc biệt được phát sóng trên TBS vào ngày 2 tháng 9 năm 1992.

### All Japan Pro Wrestling và Universal Wrestling Association (1990-1992)
André the Giant dành phần còn lại của sự nghiệp đấu vật chuyên nghiệp để thi đấu cho All Japan Pro Wrestling (AJPW) và Universal Wrestling Association, nơi ông biểu diễn dưới cái tên "André el Gigante". Ông lưu diễn ở AJPW ba lần mỗi năm (1990-1992), thường hợp tác với Giant Baba trong các trận đồng đội. Ông cũng một vài lần làm khách cho Universal Wrestling Federation của Herb Adams vào năm 1991, có mối thù với Big John Studd mặc dù ông không bao giờ có trận đấu trong chương trình khuyến mãi. Ông đã thực hiện chuyến lưu diễn cuối cùng tại Mexico vào năm 1992 trong một loạt trận đồng đội sáu người cùng với Bam Bam Bigelow và một loạt các ngôi sao Lucha Libre phải đối mặt với Allen Coage, và nhà vô địch WWF trong tương lai Mick Foley và Yokozuna. Roussimoff đánh trận cuối cùng cho AJPW vào năm 1992, sau đó từ giã môn đấu vật chuyên nghiệp.

## Sự nghiệp diễn xuất
Roussimoff diễn xuất lần đầu trong năm 1970 và 1980, cho một bộ phim đấm bốc 1967 Pháp, khiến ông trở thành người Mĩ đầu tiên chơi Sasquatch ("Bigfoot") trong một tập phim hai phần phát sóng năm 1976 trên ''The Six Million Dollar Man''. Ông cũng xuất hiện trong các chương trình khác, bao gồm The Greatest American Hero, B. J. và gấu, The Fall Guy và Zorro những năm 1990.
Đến cuối sự nghiệp, Roussimoff đóng vai chính trong một số bộ phim. Ông xuất hiện không xác định trong phim Conan the Destroyer vai Dagoth, vị thần khổng lồ có sừng được hồi sinh sau khi bị giết bởi Conan. Cùng năm đó, ông xuất hiện trong Micki & Maude. Vai diễn đáng chú ý nhất của ông là Fezzik, vai diễn ông ưa thích nhất, trong phim The Princess Bride. Cả bộ phim và diễn xuất của ông đều được đón nhận nồng nhiệt. Trong các cuộc phỏng vấn, các đô vật nói ông rất tự hào khi tham gia The Princess Bride, ông luôn mang theo một bản sao bộ phim ở mọi nơi để ông có thể xem bất cứ lúc nào.
Trong bộ phim cuối cùng của mình, ông tham gia đóng bộ phim hài Trading Mom, phát hành năm 1994, một năm sau khi ông qua đời.

### Phim
- Casse tête chinois pour le judoka (1967)
- Symphorien, sitcom Canada của Pháp trên truyền hình Quebec.
- B. J. and the Bear (1981), Manny Felcher
- Les Brillants (1981), phim sitcom Canada của Pháp trên truyền hình Quebec
- Les Brillants (1982), Jean Petit
- The Fall Guy (1982), Killer Typhoon
- The Greatest American Hero (1983), Quái vật
- Conan the Destroyer (1984), Dagoth (chưa được công nhận)
- Micki & Maude (1984), chính mình
- I love to Hurt People (1985), chính mình
- Video nhạc "The Goodnies 'R' Good Enough" (1985)
- The Princess Bride (1987), Fezzik
- Trading Mom (1994), Circus Giant

## Cuộc sống cá nhân
Roussimoff được ghi nhận trong Sách kỷ lục Ghiness 1974 với tư cách là đô vật được trả lương cao nhất trong lịch sử tại thời điểm đó. Ông kiếm được 400 000$ trong một năm vào đầu những năm 1970.
Robin Cristensen là người con duy nhất của ông. Mẹ của Robin, Jean (mất năm 2008) quen biết cha thông qua công việc đấu vật vào khoảng năm 1972 hoặc 1973. Robin hầu như không có mối liên hệ nào với cha mình và chỉ nhìn thấy ông năm lần trong đời, mặc dù thỉnh thoảng được truyền hình và in những tin tức chỉ trích cô vắng cha. Trong khi cô đưa ra một số cuộc phỏng vấn về thời thơ ấu của mình, Robin được cho là miễn cưỡng thảo luận công khai về cha cô ngày hôm nay.
Roussimoff không chính thức là người đàn ông uống rượu nhanh nhất thế giới, khi tiêu thụ 119 loại bia 12-US-liquid-ounce (350 ml) trong sáu giờ. Trong một tập của WWE Legends of Wrestling, Mike Graham nói Roussimoff uống 156 bia loại 16-US-liquid-ounce (470 m l) và được xác nhận bởi Dusty Rhodes. The Fabulous Moolah viết trong cuốn tự truyện của mình rằng: Roussimoff đã uống 127 loại bia tại Reading, Pennysylvania, quán bar của khách sạn và sau đó bất tỉnh trong sảnh. Các nhân viên không thể di chuyển anh ta và đành để anh ta ở đó cho đến khi anh ta thức dậy. Trong một cuộc phỏng vấn, Ken Patera nhớ lại có lần Roussimoff bị Dick Murdoch thách đấu trong một cuộc thi uống bia. Sau chín giờ, Roussimoff đã uống 116 loại bia. Một câu chuyện khác là trước WrestleMania III, Roussimoff đã uống 14 chai rượu vang.
Cuộc phẫu thuật năm 1987 của Roussimoff được kể lại rằng do kích thước của mình, bác sĩ gây mê không thể ước tính liều lượng thông qua các phương pháp tiêu chuẩn; do đó số lượng rượu ông đã uống được sử dụng thay vào, từ đó trở thành công cụ đo lường được sử dụng rộng rãi trong y học.
Roussimoff bị cảnh sát trưởng Hạt Linn, lowa bắt giữ vào năm 1989 và bị buộc tội tấn công sau khi ông bị cáo buộc đối xử thô bạo với một người quay phim truyền hình địa phương.
William Goldman, tác giả cuốn tiểu thuyết và kịch bản Nàng dâu công chúa đã viết trong tác phẩm Which Lie Did I Tell? rằng Roussimoff là một trong những người hiền lành và hào phóng nhất mà anh ta từng biết. Bất cứ khi nào Roussimoff ăn với ai đó, ông đều trả tiền, nhưng ông vẫn khăng khăng trả tiền khi ông là khách. Vào một dịp nọ, Roussimoff dự một bữa ăn tối với Arnold Schwarzenegger và Wilt Chamberlain, Schwarzenegger đã lén trả tiền cho nhân viên trước khi Roussimoff định trả, nhưng sau khi thấy mình được nâng lên, Roussimoff đưa anh vào xe cùng Chamberlain.
Roussimoff sở hữu một doanh trại ở Ellerbe, Bắc Carolina, được quản lí bởi hai người bạn của ông, khi ông không ở đó. Ông thích dành thời gian chăm sóc gia súc, chơi với những chú chó. Trong khi ghế và một số đồ vật được sửa đổi để vừa kích thước của ông, có những câu chuyện kể rằng mọi thứ trong nhà được tùy chỉnh dành cho ông là phóng đại. Vì Roussimoff không thể dễ dàng khi đi mua sắm vì danh tiếng và kích thước của mình, ông đã dành hàng giờ để xem QVC và mua hàng thường xuyên trên kênh mua sắm. Roussimoff đam mê các trò chơi bài, đặc biệt là cribbage.

## Qua đời
Roussimoff chết trong giấc ngủ vì suy tim sung huyết vào đêm 27 tháng 1 năm 1993, trong một khách sạn tại Paris, Pháp. Ông được phát hiện bởi tài xế của mình. Ông tới Paris để dự đám tang cha mình. Khi đó, Roussimoff định ở lại Paris lâu hơn để được bên mẹ vào sinh nhật. Ông đã dành một ngày trước khi chết để thăm và chơi bài với một số người bạn lớn tuổi của mình ở Molien.
Trong di chúc của mình, ông muốn thi hài của mình được hỏa táng và "xử lí". Khi ông mất tại Paris, gia đình ông ở Pháp đã tổ chức tang lễ cho ông, dự định chôn ông gần mộ của cha. Khi họ biết ước nguyện của ông, thi thể ông được đưa tới Mỹ, và được hỏa táng theo nguyện vọng của ông. Tro của ông nằm rải rác ở nông trại ở Bắc Carolina. Ngoài ra, theo ý muốn của mình, toàn bộ tài sản của ông được để lại cho con gái mình: Robin.

## Khác
Roussimoff đã xuất hiện nhiều trong nhân vật chính mình trong một số trò chơi, ban đầu là WWF WrestleMania. Ông cũng xuất hiện trong một số trò chơi như WWF Superstars, WWF No Mercy, WWE SmackDown! vs Raw, WWE All Stars, WWE 2K14, WWE 2K16, WWE 2K17, WWE 2K18, WWE 2K19, WWE 2K20 và nhiều nữa.
Vào tháng 1 năm 2005, WWE đã phát hành André the Giant, một DVD về cuộc đời và sự nghiệp của Roussmoff. DVD là bản phát lại của André the Giant VHS do Coliseum Video sản xuất năm 1985 với bình luận của Michael Cole và Tazz thay thế cho Gorrila Monreeze và Jesse Ventura về trận đấu của ông tại WresleMania với Big John Studd. Video được lưu trữ bởi Lord Alfred Hayes. Các trận sau đó của ông với Hulk Hogan không được đưa vào VHS này.

## Di sản

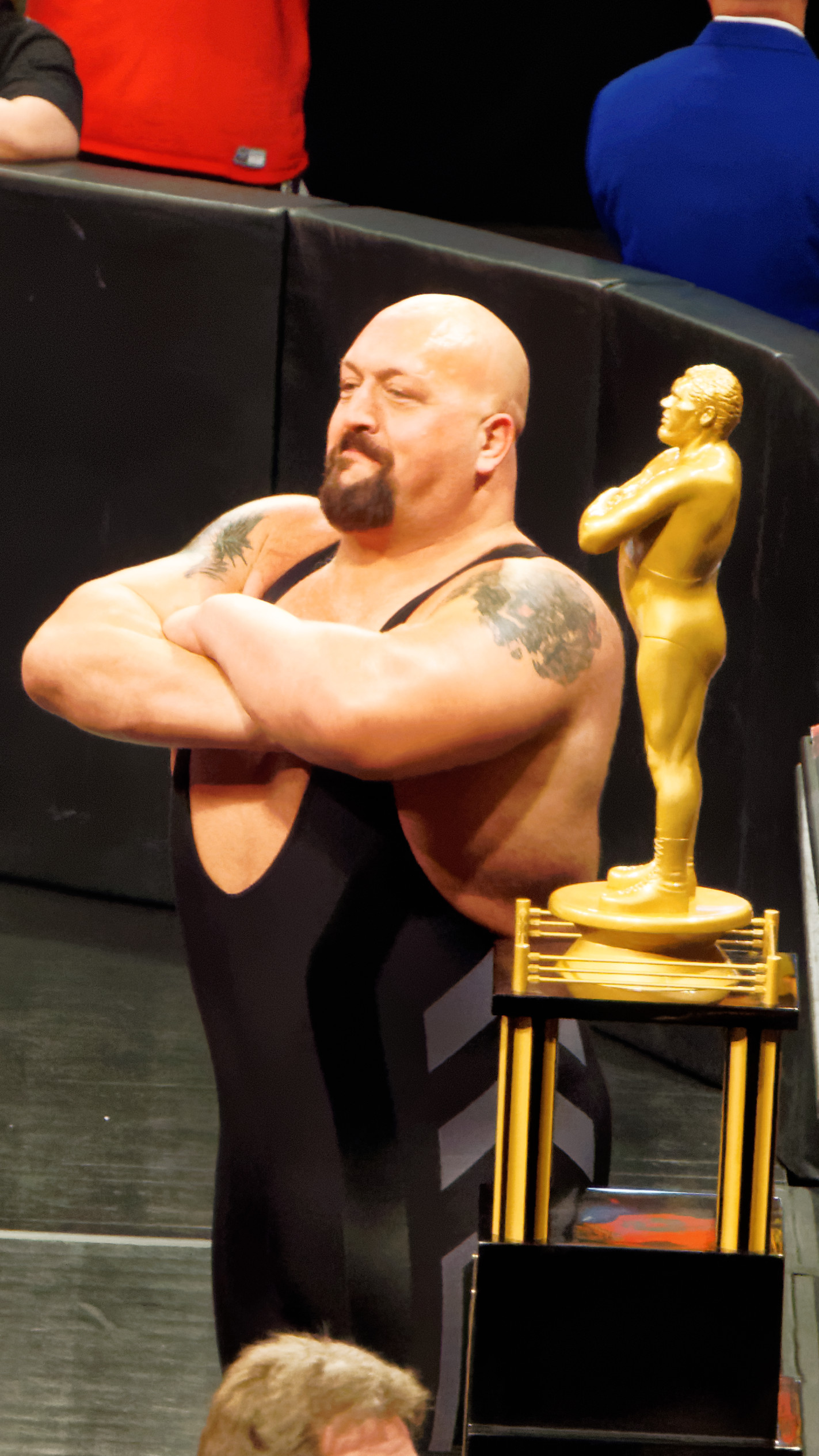
Big Show - một đô vật được so sánh như André the Giant vì kích thước của anh ta - là người chiến thắng André the Giant Memorial Battle Royal tại WrestleMania 31 năm 2015, và là người thắng trận André the Giant Memorial Trophy thường niên

- Vào năm 1993, khi WWF tạo ra WWF Hall of Fame, André the Giant là người đầu tiên và duy nhất được giới thiệu vào class 1993.
- André the Giant là nguồn cảm hứng cho bộ phim My Giant năm 1998, được viết bởi người bạn của ông, Billy Crystal, người mà ông đã gặp trong quá trình quay phim Nàng dâu công chúa.
- Paul Wight, còn được đến với tên Big Show, cũng bị bệnh to cực giống Roussimoff và là người nặng nhất trong số các đô vật sau khi Roussimoff qua đời. Ban đầu, ông được coi là con trai của André the Giant khi còn đấu ở WCW (khi đó anh lấy tên là The Giant) mặc dù không có mối quan hệ nào liên quan giữa hai người. Khi bị bệnh to cực, không giống với Roussimoff, Wight đã phẫu thuật tuyến yên vào đầu những năm 1990, điều đó ngăn chặn thành công tình trạng của anh ta. Cựu đô vật Giant González bị các vấn đề tương tự như Roussimoff và qua đời năm 2010 do biến chứng bệnh tiểu đường.
- Vào năm 1999, ông là chủ đề của một tập của Tiểu sử A & E, có tựa đề: André the Giant: Lớn hơn cả cuộc đời. Bộ phim kể về thời thơ ấu và cuộc sống đầu đời tại Pháp của ông, cũng như bắt đầu đấu vật, cuộc sống cá nhân, cuộc đấu tranh của ông với căn bệnh to cực và những năm cuối đời. Anh trai ông, Jacques Roussimoff, được phỏng vấn cho bộ phim tài liệu cùng các đô vật cùng thời khác và nhà sử học môn vật Sheldon Goldberg. Một số người bạn lâu năm cũng được phỏng vấn.
- Nhân vật trò chơi của Capcom, Hugo, từ loạt game Street Fighter với tên Andore trong loạt game Final Fight dựa trên ông.

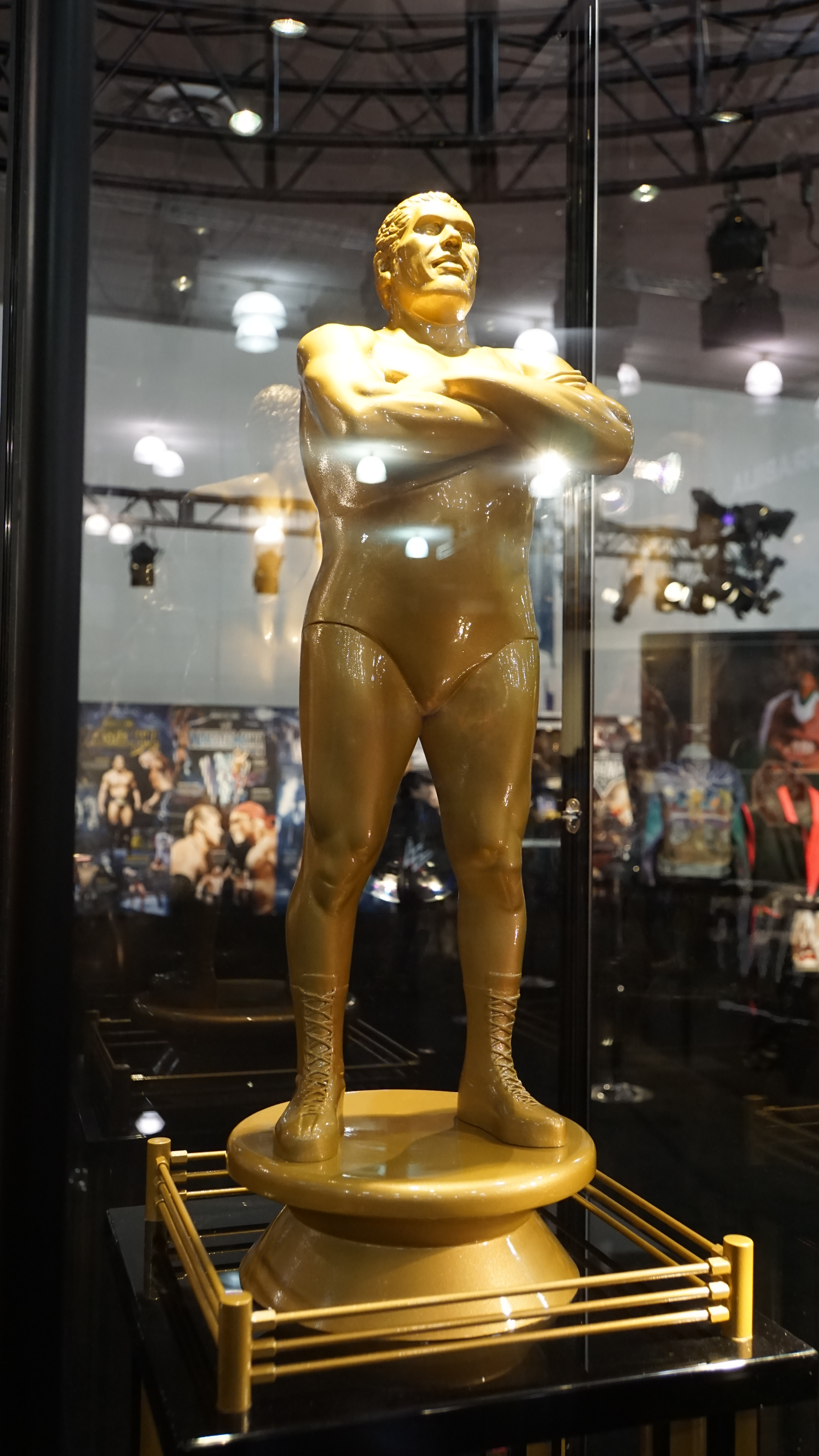
cúp tưởng niệm André the Giant

- Vào show Raw 10 tháng 3 năm 2014, chủ nhà WrestleMania XXX, Hulk Hogan đã tôn vinh di sản của Roussimoff, WWE đã thành lập trận André the Giant Memorial Battle Royal, sẽ diễn ra tại sự kiện này, với phần thưởng là chiếc André the Giant cup Memorial (theo ý Roussimoff). Vào ngày 6 tháng 4 năm 2014, tại WrestleMania XXX, Cesaro thắng bằng cách loại Big Show bằng một cú đánh tương tư như cú đánh của Hulk Hogan với André the Giant tại WrestleMaia III.

### Biopic
Vào ngày 9 tháng 5 năm 2016, đã có thông báo rằng dựa trên tiểu sử của André the Giant: André the Giant: Closer to Heaven, được tư vấn bởi con gái ông, Christensen-Roussimoff.
Vào ngày 10 tháng 4 năm 2018, HBO phát hành bộ phim về tiểu sử của André the Giant có tên André the Giant.

## Các chức vô địch và thành tích
- All Japan Pro Wrestling
  - World's Strongest Tag Determination League East Sports Special Award (1991) với Giant Baba [35]
- Championship Wrestling from Florida
  - NWA Florida Tag Team Championship (1 lần) với Dusty Rhodes [36][37]
- International Pro Wrestling
  - IWA World Tag Team Championship (1 lần) - với Michael Nador[38]
- NWA Hollywood
  - Los Angeles Battle Royal (1975, 1980) [39]
- NWA San Francisco
  - Cow Palace Battle Royal (1977) [39]
- New Japan Pro Wrestling
  - International Wrestling Grand Prix (1985)
  - MSG League (1982)
  - MSG Tag League (1981) - với Rene Goulet
  - Sagawa Express Cup 1986 [40]
- NWA Tri-State
  - NWA United States Tag Team Championship (1 lần) - với Dusty Rhodes [41]
- Pro Wrestling Hall of Fame and Museum
  - Class 2010 [42]
- Pro Wrestling Illustrated
  - Đô vật nổi tiếng nhất của năm (1977, 1982) [43]
  - Trận đấu của năm (1981) - vs Killer Khan vào ngày 2 tháng 5
  - Trận đấu của năm (1988) - vs Hulk Hogan tại Main Event [44]
  - Đô vật bị ghét nhất năm (1988)
  - Editor's Award (1993)
  - Đứng thứ ba trong số 500 đô vật hàng đầu của "PWI Years" năm 2003 [45]
- Stampede Wrestling
  - Stampede Wrestling Hall of Fame [46]
- World Championship Wrestling (Austraulia)
  - NWA Autra-Asian Tag Team Championship (1 lần) - với Ron Miller
  - WWE/World Wrestling Federation/WWE
- WWF World Tag Team Championship (1 lần) - với Haku[47]
  - WWE Bronze Statue (2013) [48]
  - WWF Hall of Fame - class 1993 [49]
  - Wrestling Observer Newsletter
  - Mối thù của năm (1981) - vs Killer Khan
  - Đô vật tồi nhất năm (1989)
  - Mối thù tệ nhất năm (1984) - vs Big John Studd
  - Mối thù tệ nhất năm (1989) - vs the Ulimate Warrior
  - Trận đấu tệ nhất năm (1987) - vs Hulk Hogan tại WrestleMania III
  - Đội tệ nhất năm (1990, 1991) - với Giant Baba
  - Đô vật tệ nhất (1989, 1991, 1992)
  - Class 1996
- Canadian Wrestling Hall of Fame
  - Class 2006 [50]